# Тираник сіроголовий
Тира́ник сіроголовий (Serpophaga subcristata) — вид горобцеподібних птахів родини тиранових (Tyrannidae). Мешкає в Південній Америці.

## Підвиди
Виділяють два підвиди:
- S. s. straminea (Temminck, 1822) — південно-східна Бразилія (на південь від Піауї і Баїї);
- S. s. subcristata (Vieillot, 1817) — від східної Болівії до півдня центральної Бразилії (Мату-Гросу), Парагваю і центральної Аргентини (на південь до північно-східного Чубута).

## Поширення і екологія
Сіроголові тираники мешкають в Болівії, Бразилії, Парагваю, Уругваю і Аргентині. Вони живуть у вологих і сухих тропічних тропічних лісах і рідколіссях, в сухих чагарникових заростях, в саванах, на луках, полях, пасовищах, в садах і на плантаціях. Зустрічаються на висоті до 2000 м над рівнем моря.